# Dan N’Lundulu
Dan N’Lundulu (* 5. Februar 1999) ist ein englisch-kongolesischer Fußballspieler. Der Stürmer steht beim englischen Drittligisten Bolton Wanderers unter Vertrag.

## Karriere

### Im Verein

#### FC Southampton und Leihvereine
N’Lundulu wurde in Frankreich geboren, zog aber schon in jungen Jahren gemeinsam mit seinen Eltern und seinem Bruder Gaël, der ebenfalls Fußballprofi ist, nach England. Dort begann das Fußballspielen in der Jugend des FC Chelsea, ehe er 2013 in die Jugendakademie des FC Southampton wechselte. Dort durchlief er alle weiteren Jugendmannschaften und kam unter anderem in der U-18-Premier-League, der U-21-Premier League und der Premier League 2 für die jeweiligen Nachwuchsmannschaften Southamptons zum Einsatz. In der Saison 2019/20 stand er unter Cheftrainer Ralph Hasenhüttl erstmals im Profikader in der Premier League, kam aber zu keinem Einsatz. Sein Debüt gab er schließlich am 25. Oktober 2020 beim 2:0-Sieg gegen den FC Everton, als er in der 89. Spielminute für Ché Adams eingewechselt wurde. Sein erstes Tor im Herrenbereich konnte N’Lundulu am 19. Januar 2021 beim 2:0-Sieg gegen Shrewsbury Town in der 3. Runde des FA Cups erzielen. Auch in der restlichen Saison kam er noch öfters zu weiteren Kurzeinsätzen in der Premier League, kam aber auch teilweise noch in der U-21 zum Einsatz.
Im Juli 2021 unterschrieb N’Lundulu einen neuen Vertrag über drei Jahre beim FC Southampton, verließ den Verein jedoch daraufhin umgehen und wechselte auf Leihbasis zum englischen Drittligisten Lincoln City. Dort gab er am 17. August 2021 sein Debüt, als er bei der 0:1-Niederlage gegen die Bolton Wanderers in der 81. Spielminute für Lasse Sørensen eingewechselt wurde. Insgesamt kam er dort über die Rolle als Ergänzungsspieler nicht hinaus und konnte in 16 Einsätzen nur ein Tor erzielen. Deswegen wurde die Leihe von Seiten der Saints am 6. Januar 2022 beendet, und er wurde noch am selben Tag für den Rest der Saison an Drittligist Cheltenham Town verliehen. Dort kam er in den ersten vier Spielen jeweils in der Startformation zum Einsatz und konnte am 15. Januar 2022 beim 1:1-Unentschieden gegen Charlton Athletic sogar sein erstes Tor für den Verein erzielen. Beim 0:0-Unentschieden gegen Wigan Athletic am 29. Januar 2022 zog er sich allerdings eine Oberschenkelverletzung zu, sodass er für die restliche Saison verletzungsbedingt ausfiel. Im Juli 2022 wurde die Leihe zu Cheltenham daraufhin bis Januar 2023 verlängert. Nach überstandener Verletzung wurde N'Lundulu dort in der Saison 2022/23 zum festen Stammspieler. In 23 Einsätzen in der Liga konnte er vier Tore erzielen, ehe er im Januar 2023 nach Ablauf seiner Leihe zu Southampton zurückkehrte.

#### Bolton Wanderers
Am 9. Januar 2023 wurde daraufhin bekannt gegeben, dass N’Lundulu für den Rest der Saison 2022/23 auf Leihbasis beim Drittligisten Bolton Wanderers spielen wird. Zum Zeitpunkt des Wechsels standen die Wanderers auf dem fünften Tabellenplatz, während Cheltenham Town, bei denen N’Lundulu die Hinrunde gespielt hatte, nur auf Tabellenplatz 18 stand. Auch dort etablierte er sich schnell im Kader und debütierte für seinen neuen Verein am 14. Januar 2023 beim 3:0-Sieg gegen den FC Portsmouth. Allerdings konnte er nicht mehr ganz so viele Tore erzielen, sein einziges Saisontor erzielte er am 7. Mai 2023 beim 3:2-Sieg gegen die Bristol Rovers. Da die Wanderers die Saison auf den fünften Tabellenplatz beendeten, konnten sie in die Playoffs einziehen. Dort unterlagen sie jedoch bereits im Halbfinale dem FC Barnsley.
Nach Ablauf der Leihe verpflichteten die Bolton Wanderers N’Lundulu fest zur Saison 2023/24.

### In der Nationalmannschaft
Im Jahr 2014 wurde er für zwei Freundschaftsspiele in den Kader der englischen U-16 Nationalmannschaft berufen. So gab er sein Debüt bei der 3:4-Niederlage gegen Belgien, bei der er sogar ein Tor erzielte. Außerdem kam er noch beim 2:1-Sieg gegen Schottland zum Einsatz.